# Autostadt
El Autostadt (literalmente, «ciudad del automóvil») es una atracción turística adyacente a la fábrica de Volkswagen en Wolfsburgo (Alemania), centrada principalmente en los automóviles. El complejo fue diseñado por Henn GmbH. Cuenta con un museo, pabellones de las principales marcas de automóviles del Grupo Volkswagen, un centro de atención al cliente donde los clientes pueden recoger los coches nuevos y realizar un recorrido a través de la enorme fábrica, una guía sobre la evolución de las carreteras y una sala de cine a gran escala. También alberga una de las mayores puertas de vidrio del mundo y la línea impresa más larga. La línea comienza desde el exterior y viaja a través de Wolfsburg Autostadt a un punto en una granja. Tiene en total 4 millas (6,4 km) de largo.

## Historia
La idea de Autostadt surgió en 1994, cuando se presentó el concepto de documentar las etapas de producción de los vehículos Volkswagen y las operaciones de la compañía en la Exposición Universal de Hannover de 2000. En 1998, Autostadt comenzó a construirse en el antiguo emplazamiento de una empresa de combustibles, junto a la planta de producción de Volkswagen en Wolfsburgo. Al igual que la planta de automóviles adyacente, el emplazamiento de Autostadt se encuentra en la orilla norte del Canal Mittelland. El complejo resultante es obra de más de 400 arquitectos, creado como un nuevo centro urbano, cerca del centro de Wolfsburgo.
El pabellón principal, inaugurado en mayo de 2000, da la oportunidad de presentar famosos coches que hasta entonces se guardaban en cajas. Está situado junto a la principal fábrica de Volkswagen, que es también una atracción. Cada modelo de Volkswagen está disponible para dar la oportunidad al público de elegir lo que quieren. Volkswagen fabrica el coche según las especificaciones del comprador.

## Visitantes y lugares de interés
Autostadt atrae a alrededor de dos millones de visitantes al año. Es muy popular debido a la arquitectura ultramoderna que presenta cada edificio. Se hace un uso extensivo del agua y la vegetación entre los pabellones y y en el terreno se encuentran montículos de tierra cubiertos de césped. El diseño moderno no sólo se incorpora a los pabellones sino también al mobiliario, por ejemplo a los bancos y las sillas.
Los principales puntos de interés turísticos son algunos automóviles famosos, como el primer vehículo producido de gasolina, y algunos coches clásicos.

## Galería

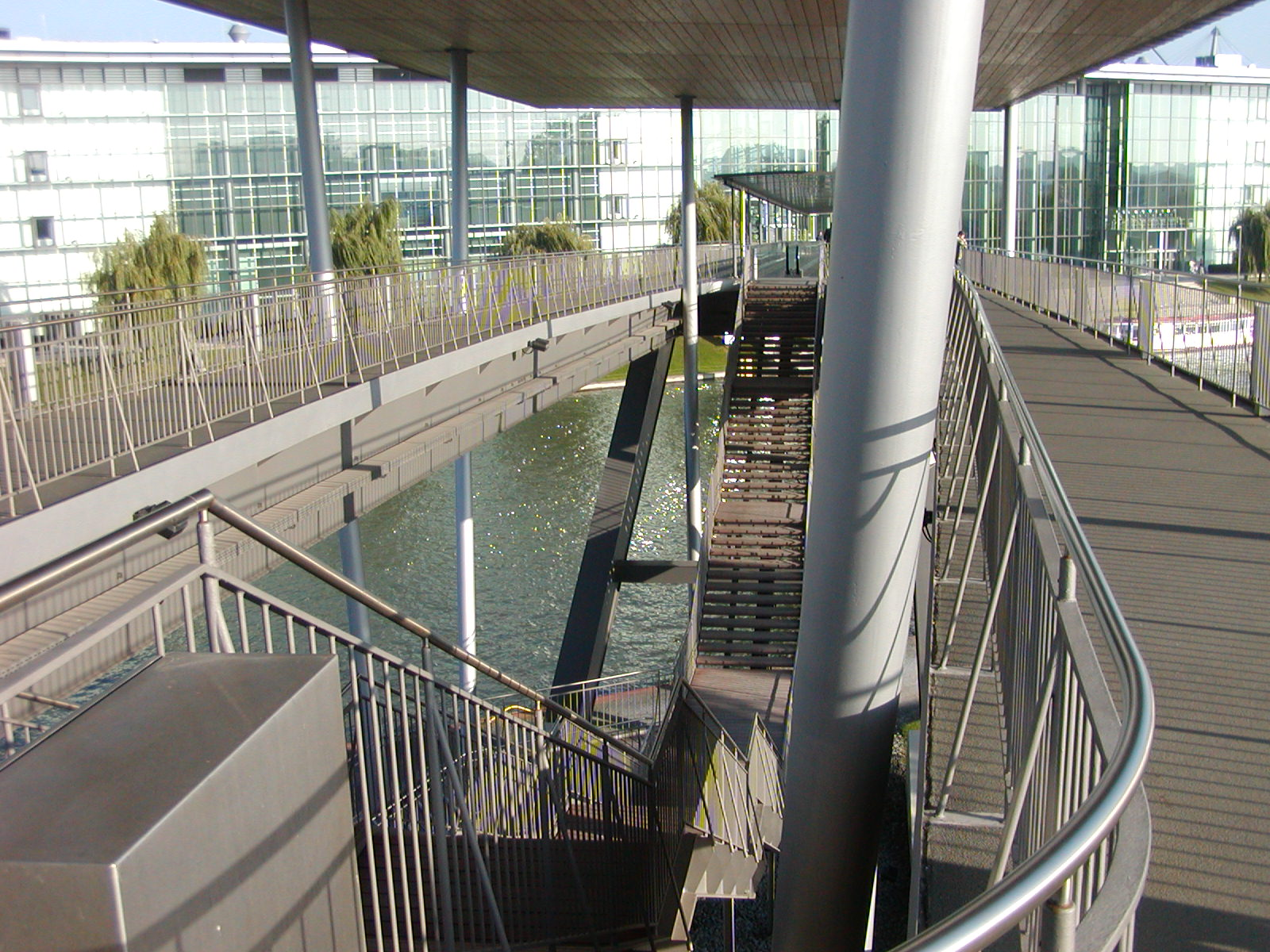
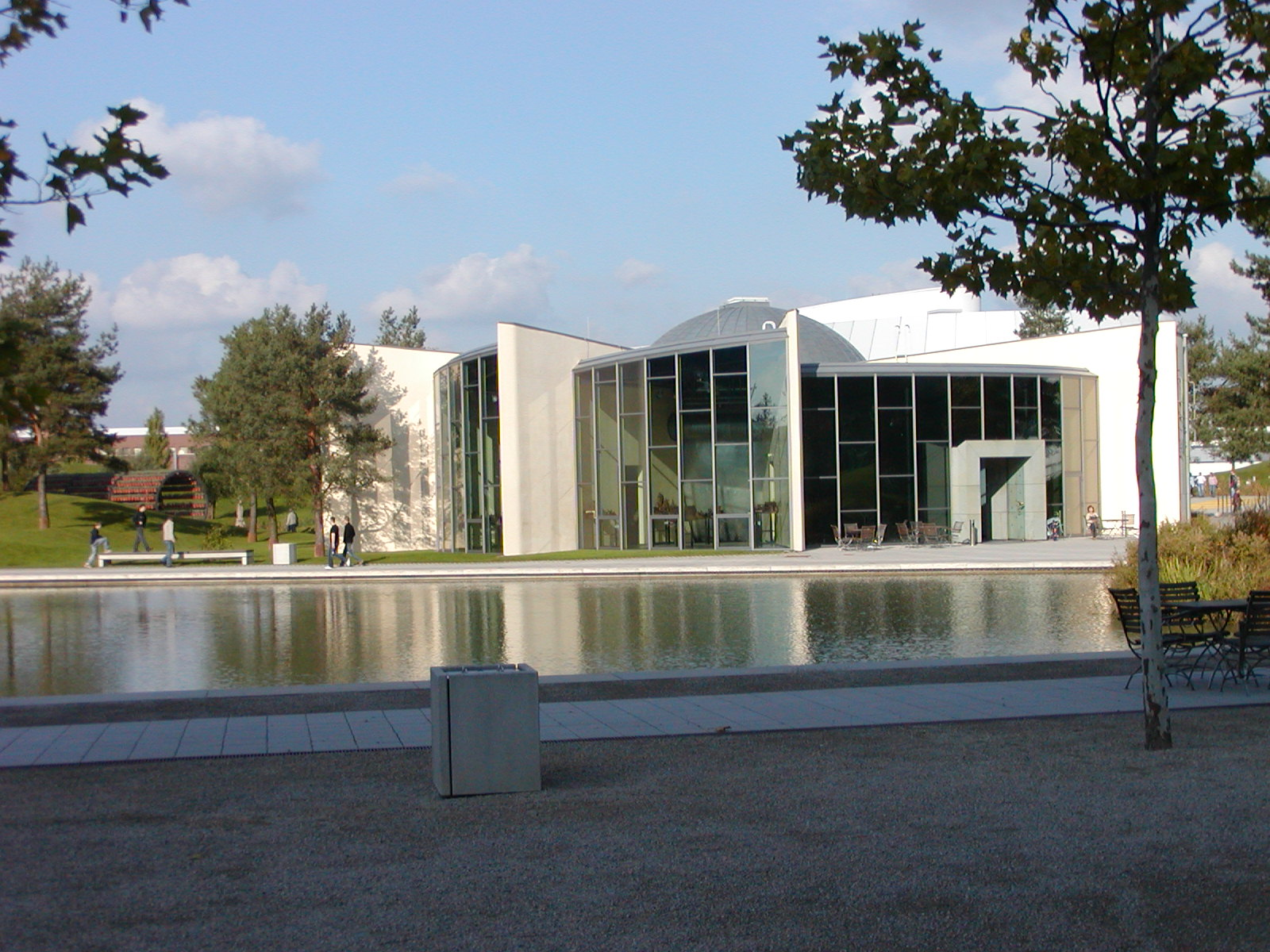
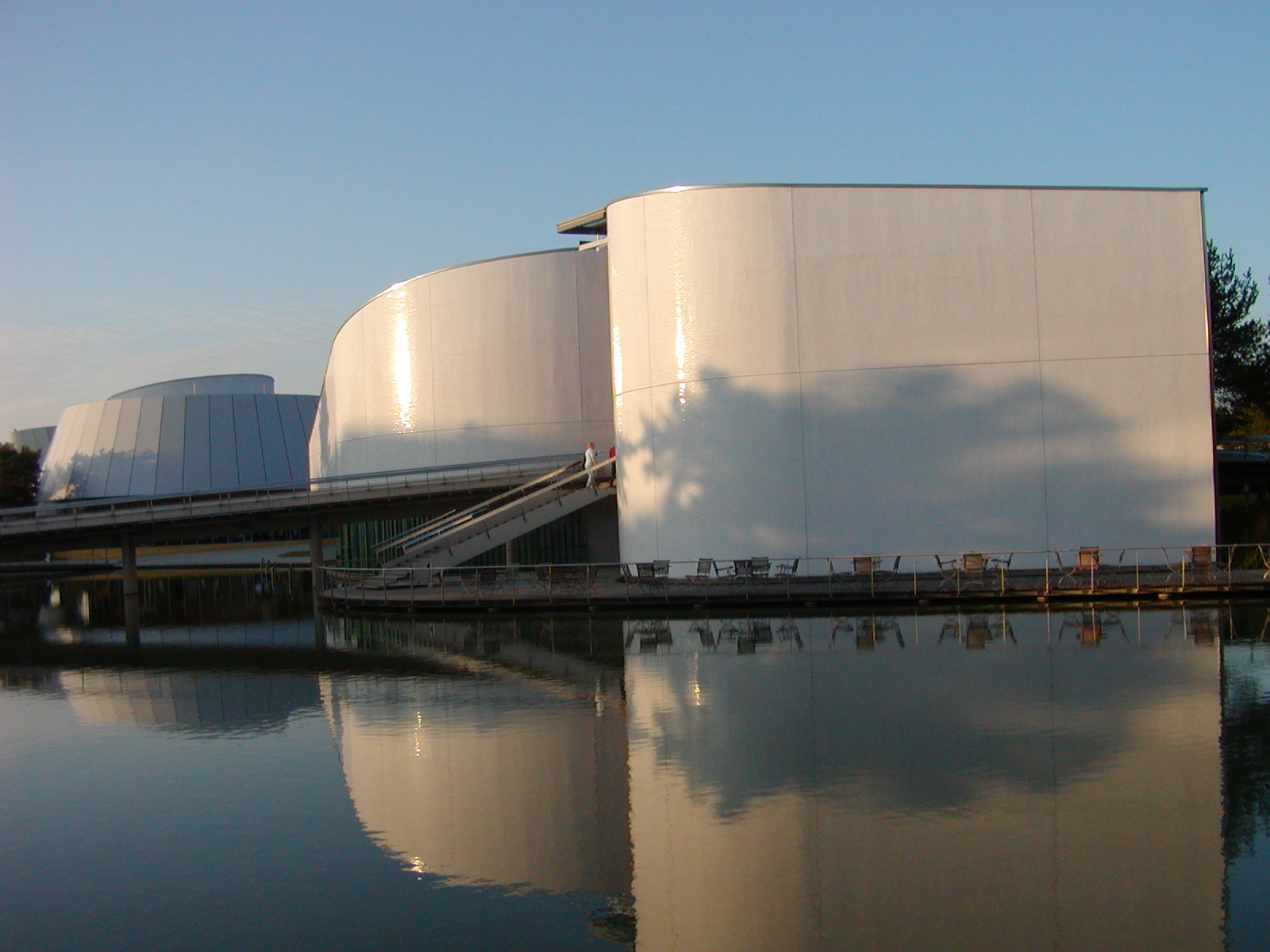
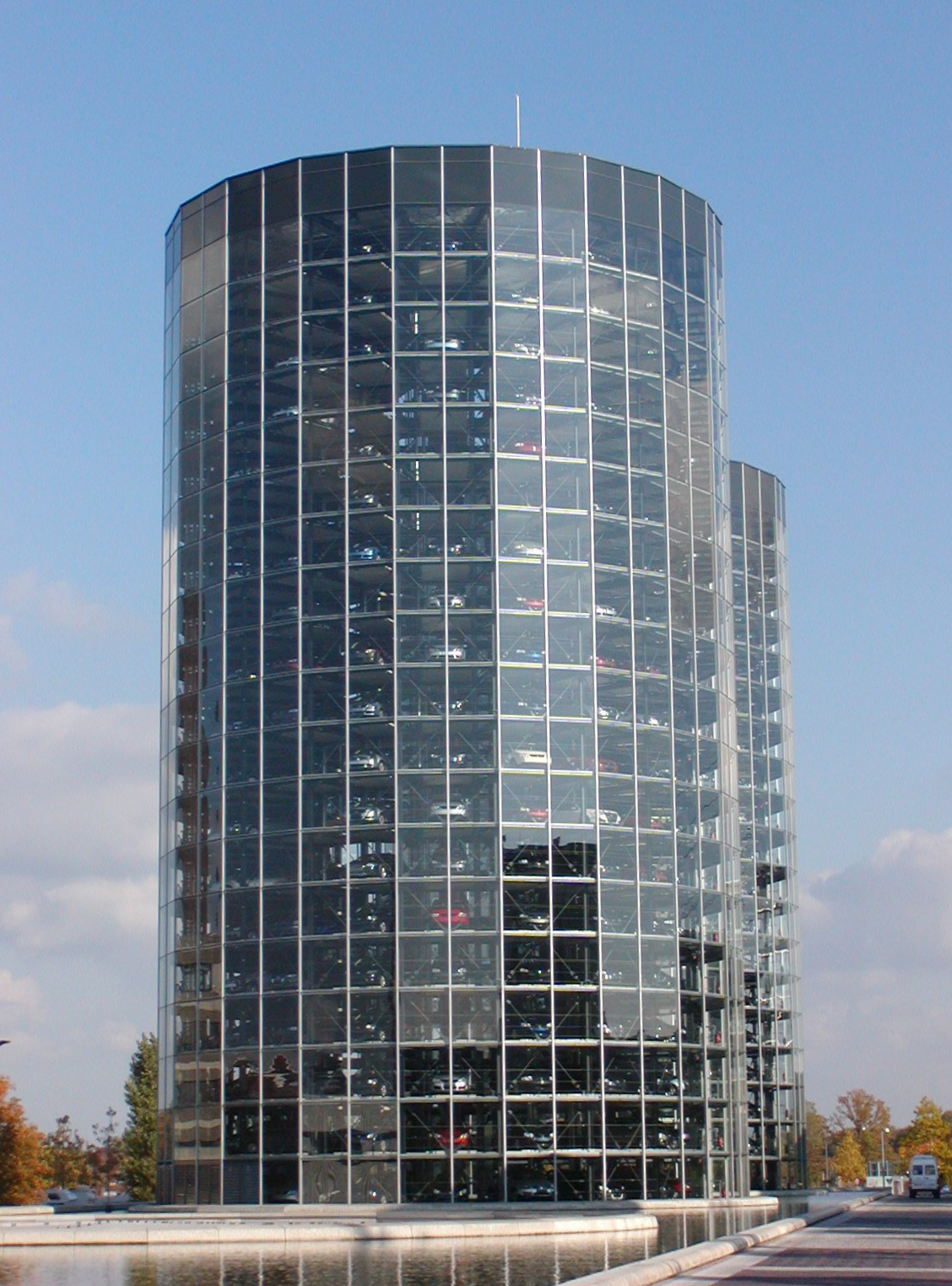
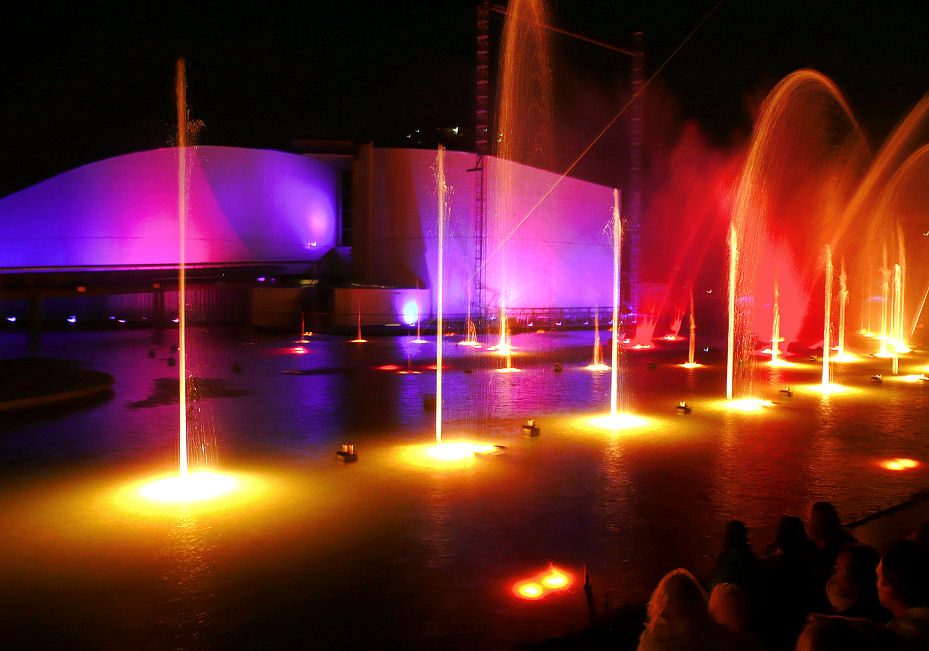